# 層雲峡交通
層雲峡交通（そううんきょうこうつう）は、北海道上川支庁を中心に路線バスを運行していた会社。本社所在地は上川郡上川町であった。1963年（昭和38年）に道北バスに吸収・合併された。

## 歴史
- 1955年（昭和30年） 道北バスから上川町地区を分離、設立。
- 1963年（昭和38年） 道北バスに再合併。

## 路線
- 上川駅前 - 層雲峡 - 石北峠 - イトムカ大町 - 温根湯 - 留辺蘂駅前 - 北見駅前
  - 1959年（昭和34年）2月13日に北見バス（北海道北見バスの前身）がイトムカ大町から上川駅前まで路線を延長し相互乗り入れを行った[1]。